# (1831) Nicholson
(1831) Nicholson ist ein Asteroid des Hauptgürtels, der am 17. April 1968 vom Schweizer Astronomen Paul Wild, vom Observatorium Zimmerwald der Universität Bern aus, entdeckt wurde.
Der Asteroid ist nach dem US-amerikanischen Astronomen Seth Barnes Nicholson (1891–1963) benannt.